# Georg Pohl
Georg Konrad Gustav Pohl (* 13. Juli 1805 in Salmünster; † 9. März 1868 ebenda) war ein deutscher Jurist und Mitglied der kurhessischen Ständeversammlung.

## Leben
Georg Pohl war in seiner Heimatgemeinde Salmünster als Rechtsanwalt tätig und von 1839 bis 1841 Mitglied der kurhessischen Ständeversammlung, gewählt für den Wahlbezirk Salmünster-Land.